# Kamienica przy ulicy Archidiakońskiej 6 w Lublinie
Kamienica Archidiakońska 6 – zabytkowa dwupiętrowa kamienica na Starym Mieście w Lublinie. Wpisana do rejestru zabytków pod numerem AA/1047 z dnia 25.11.1991. Obecną formę uzyskała na początku XX wieku. Znajduje się w zwartym ciągu zabudowy ulicy Archidiakońskiej, pomiędzy zabytkowymi kamienicami numer 4 i Grodzka 7. Budynek podpiwniczony jest jedną kondygnacją piwnic.

## Historia
Pierwsza wzmianka o istnieniu w tym miejscu budynku pochodzi z 1565 roku. Nie ma pewności czy był to budynek drewniany czy już murowany, wiadomo tylko, że w czasie wielkiego pożaru Lublina w 1575 roku dom, wówczas własność Pawła Machała doszczętnie spłonął. Połowę placu zakupił Lemca, a Paweł Machała na pozostałej postawił nową murowana kamienicę. W 1608 roku potomkowie Pawła Machały sprzedali posiadłość małżeństwo Szembeków. Jan Szembek był burmistrzem Lublina. Przebudował kamienicę, po jego śmierci żona Zuzanna sprzedała kamienicę. W 1662 roku w spadku otrzymała ją Wiktoria Wiśniewska, od której nazwiska nazywano kamienicę Wiśniewską. W 1782 roku kamienica została rozebrana, w 1818 roku plac zakupił Karol Rozenberg, który na terenie działek zajmowanych obecnie przez kamienice Archdiakońaka 4 i 5 praz Złota 4 i 7 zbudował zakład „balneologiczno–zdrojowy”, wraz z pomieszczeniami gospodarskimi, jak stajnie i powozownie. Od 1875 roku prawo własności do tego terenu posiadała rodzina Gewerców, którzy na początku XX wieku postanowili zbudować kamienicę. Cała rodzina Gewerców zginęła w czasie II wojny światowej, a kamienica wraz z terenem przeszła na własność Skarbu Państwa.

## Literatura
- Teatr NN.pl Leksykon Lublin, Anna Malik – Archidiakońska 6 w Lublinie.